# Rory Gallagher (Album)
Rory Gallagher ist das Solodebüt des gleichnamigen irischen Bluesrock-Musikers. Das Album erschien 1971 auf Polydor.

## Album-Geschichte
Rory Gallagher war ab 1966 Frontman (Gitarre und Gesang) der Band Taste, zusammen mit Bassist Richard McCracken und Drummer John Wilson. Mit dieser Formation trat er u. a. im Sommer 1970 bei dem Isle of Wight Festival auf. Nach einem Konzert Silvester 1970 in der Belfaster Queen’s University entschied sich Gallagher, aus der Band auszusteigen.
Im Frühjahr 1971 nahm Gallagher Kontakt zu dem Belfaster Bassisten Gerry McAvoy auf. Zusammen mit dem Schlagzeuger Wilgar Campbell, den McAvoy aus der Musikszene seiner nordirischen Heimatstadt kannte, nahm Gallagher in den Londoner Advision Studios das Debütalbum "Rory Gallagher" auf. Bei den Tracks Wave Myself Goodbye und I’m Not Surprised des Albums wirkte der Keyboarder Vincent Crane aus der Formation Atomic Rooster mit. Sämtliche Songs wurden live eingespielt.
Das Album enthält zehn Songs, die bis zum Studiotermin in einem Proberaum im Keller eines Musikgeschäfts im Londoner Stadtteil Fulham einstudiert wurden. Der Opener Laundromat mit seinem prägnanten Bluesrock-Riff wurde von Gallagher erst gegen Ende der Aufnahmesessions eingebracht. Dieser Song wurde später neben Hands Up und Sinner Boy, das sich bereits in einer Liveversion auf dem Taste-Album Live At The Isle Of Wight fand, zu einem der bekanntesten Songs des Iren.
1990 wurden digital remasterte CD-Ausgaben auf den Markt gebracht. Diese enthalten mit dem Muddy-Waters-Klassiker Gypsy Woman sowie Otis Rushs It Takes Time als Bonustracks zwei bis dahin erstmals veröffentlichte Titel aus den 1971er-Studiosessions. Gallagher nahm in diesem Jahr weitere Songs mit Muddy Waters auf dessen Album London Muddy Waters Sessions auf.

## Titelliste
1. Laundromat (Rory Gallagher) – 4:37
2. Just the Smile (Rory Gallagher) – 3:40
3. I Fall Apart (Rory Gallagher) – 5:11
4. Wave Myself Goodbye (Rory Gallagher) – 3:29
5. Hands Up (Rory Gallagher) – 5:24
6. Sinner Boy (Rory Gallagher) – 5:03
7. For the Last Time (Rory Gallagher) – 6:33
8. It’s You (Rory Gallagher) – 2:37
9. I’m Not Surprised (Rory Gallagher) – 3:36
10. Can’t Believe It’s True (Rory Gallagher) – 7:16

CD-Bonustracks
1. Gypsy Woman (McKinley Morganfield) – 4:02
2. It Takes Time (Otis Rush) – 2:38

## Mitwirkende
- Rory Gallagher – Gesang, Gitarre, Altsaxofon, Mundharmonika, Mandoline
- Gerry McAvoy – Bass
- Wilgar Campbell – Schlagzeug, Percussion
- Vincent Crane – Klavier (Track 4 und 9)